# Кондово (Скопље)
Кондово (мкд. Кондово) је насеље у Северној Македонији, у северном делу државе. Кондово припада градској општини Сарај града Скопља. Насеље је данас суштински најзападнија градска четврт главног града.

## Географија
Кондово је смештено у северном делу Северне Македоније. Од најближег већег града, Скопља, насеље је удаљено 10 km западно.
Насеље Кондово је у крајње западном делу историјске области Скопско поље. Јужно од насеља протиче Вардар, док се северно издиже планина Ветерник. Надморска висина насеља је приближно 280 метара.
Месна клима је блажи облик континенталне климе услед слабог утицаја Егејског мора (жарка лета).

## Историја
Последњих година Кондово познато као боравиште Муџахедина у Северној Македонији.

## Становништво
Кондово је према последњем попису из 2002. године имало 3.384 становника.
Претежно становништво у насељу су Албанци (95%), а мањине су Бошњаци (2,5%) и Турци (1%).
Већинска вероисповест је ислам.